# نيك بيري
نيك بيري (بالإنجليزية: Nick Perry)‏ (و. 1990  م) هو لاعب كرة قدم أمريكية، من الولايات المتحدة، ولد في ديترويت، يلعب كظهير ‏.

## التعليم
تعلم في Martin Luther King Jr. Senior High School ‏.

## روابط خارجية
- نيك بيري على موقع مرجع كرة القدم المحترفة.كوم (الإنجليزية)